# Данько, Владимир Яковлевич
Владимир Яковлевич Данько (22 мая 1936, Краматорск — 3 октября 2016, Ришон ле-Цион) — советский и израильский детский поэт и художник-иллюстратор.

## Биография
Владимир Данько родился 22 мая 1936 года в городе Краматорске. В январе 1942 года, во время Великой Отечественной войны, оказался в эвакуации в Самарканде. Стихи начал писать в середине 50-х годов. К этому же времени относятся первые публикации его стихотворений в институтской многотиражке. В 1957—1958 гг. он посещает занятия московского литературного объединения «Магистраль». В 1960 г. возвращается в Самарканд. С этого времени его стихи часто появляются на страницах областной газеты «Ленинский путь», республиканских газет «Правда Востока», «Комсомолец Узбекистана». В 1965 г. поэт пишет свои первые стихи для детей, и в дальнейшем этот жанр становится основным в его литературной работе.
Поэт издал более 30 сборников стихов для детей.
В Западно-Сибирском издательстве он выпустил книги «Карусель» (1968), «Что я дам» (1969), «Дождик, деревце и мальчик» (1970), «Кружочки» (1972); в московских издательствах — «Дождик под зонтиком» (1975), «С утра до вечера» (1976), «Где-то дудочка поёт» (1976), «Солнце на велосипеде» (1980), «Белый барашек» (1981); в издательствах Узбекистана — «Чудесное окошко» (1975), «Лунный кораблик» (1976), «Кто построил дом?» (1980) и другие.
Владимир Данько работал также в жанре поэтичекого перевода. Им переведены на русский язык стихи детских поэтов Молдавии, Узбекистана, Таджикистана и других республик бывшего СССР.
Стихи и переводы Владимира Данько опубликованы в детских журналах «Мурзилка», «Весёлые картинки», «Пионер», «Колобок», в альманахах и коллективных сборниках.
Произведения поэта переведены на украинский, узбекский, таджикский, молдавский и другие языки народов бывшего Советского Союза.
По стихам Владимира Данько на студии «Диафильм» выпущены диафильмы, на стихи поэта написана музыка.
Одна из самых известных песен на стихи Владимира Данько — «Сколько у ромашки лепестков» написана композитором Марком Минковым и прозвучала впервые на XII Всемирном фестивале молодежи и студентов в Москве (1985) в исполнении Валентины Толкуновой.